# Île de loisirs de Créteil
L'Île de loisirs de Créteil est une base de plein air et de loisirs située dans le département du Val-de-Marne. Elle est l'une des 12 îles de loisirs de la région Île-de-France.
Elle est située à 13 km au sud-est de Paris.

## Présentation
Le site a été ouvert en 1980. Avec 59 hectares, c’est la plus petite des îles de loisirs de la région. La surface terrestre est d’autant plus restreinte par les 40 hectares du lac de Créteil, située en son centre.
De fait, elle ne se différencie guère de la ville de Créteil au cœur de laquelle elle se situe. La base n’est pas close et même si elle a trois entrées officielles, on y accède librement de tous côtés. Elle apparaît alors comme un parc urbain.
La base est bordée sur son côté est par des constructions emblématiques du Nouveau Créteil comme l'hôtel de ville et l'hôtel de préfecture du Val-de-Marne. Son côté ouest et nord est marqué par de grandes artères (RN 406 et route de Choisy).
Si elle ne correspond guère au projet des bases de loisirs défini dans la circulaire de Maurice Herzog de 1964, elle attire cependant un public spécifique, essentiellement du département et de Paris, pour ses activités nautiques.

## Gestion
L'île de loisirs est, comme toutes celles d’Ile-de-France, propriété de la Région, qui la gère via un syndicat mixte (SMEAG).
Elle accueille 950 000 visiteurs par an. Les mois de juillet et août constitue le pic de visite avec 32 % de la fréquentation annuelle (9 200 visiteurs par semaine). 85 % des visiteurs résident dans une commune située à moins de 10 km de l'île.
L'accès à la base est gratuit de même que le stationnement.

## Activités
- Activités aquatiques et nautiques 
  - École de voile toute l’année
    - dériveur
    - canoë-kayak
    - optimist
    - catamaran
    - pêche

  - En période estivale
    - piscine à vagues
    - toboggan aquatique
    - terrains de sports sur sable
- Autres activités
  - promenades
  - accrobranche
  - courses à pied
  - parcours sportifs et de santé
  - parcours de course d’orientation
  - aires de jeux
  - tables de tennis de table

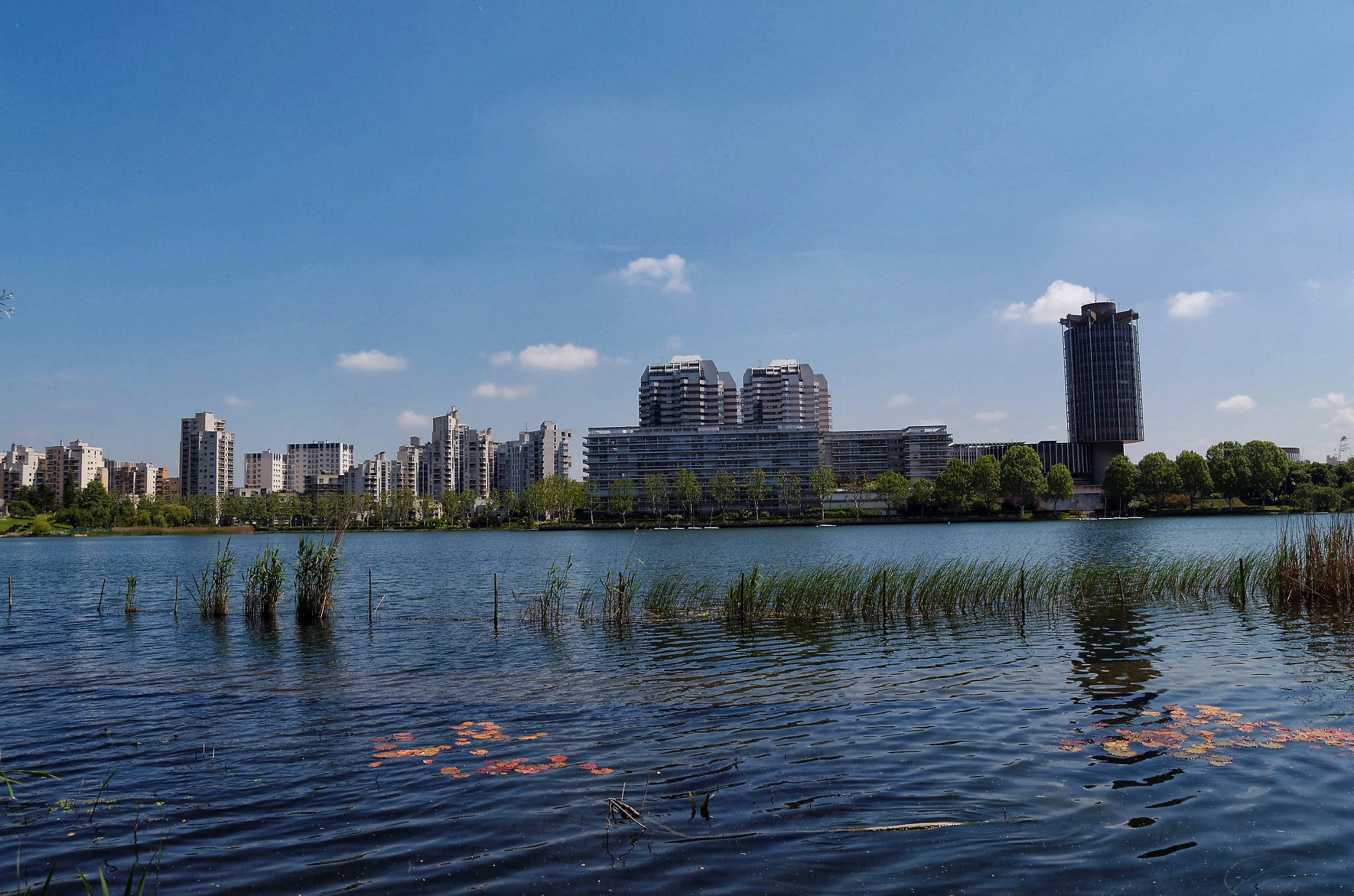
Le lac bordé par l'hôtel de ville et l'hôtel de préfecture

La base dispose d'un parcours de découverte de l’environnement et d'une maison de la nature (centre de documentation et animations) animé par une association.

## Évènements
C'est un des lieux principaux des Jeux du Val de Marne organisé chaque année en été sur l'ensemble des pièces d'eau par le département du Val-de-Marne.